# Paul Camenisch
Paul Camenisch (Zürich, 7 de noviembre de 1893 - Basilea, 13 de febrero de 1970) fue un arquitecto, pintor y diseñador suizo, adscrito al expresionismo. Fue fundador de los grupos artísticos expresionistas Rot-Blau (y Rot-Blau II) y Gruppe 33.
De 1912 a 1916 estudió arquitectura en la Escuela Politécnica Federal de Zúrich, con Karl Moser. De 1916 a 1919 fue capataz en la Prusia Oriental, Danzig y Berlín. De 1919 a 1923 trabajó en varias empresas de arquitectura. Entre 1921 y 1924 pintó acuarelas de paisajes arquitectónicos fantásticos. En 1923 se trasladó al Cantón del Tesino, para convertirse en pintor. En 1924 fundó el grupo de artistas Rot-Blau, con Albert Müller, Hermann Scherer y Werner Neuhaus. En 1926 conoció a Ernst Ludwig Kirchner en Davos. Tras la muerte de Scherer y Müller fundó en 1928 el grupo Rot-Blau II, con Hans Stocker, Coghuf (Ernst Stocker), Otto Staiger, Charles Hindenlang y Max Sulzbachner. En 1933 fue uno de los fundadores del grupo artístico Gruppe 33 de Basilea, del que fue presidente de 1936 a 1952, hasta que en 1953 fue expulsado. Camenisch fue incluido en 1937 en la exposición Arte degenerado, organizada por los nazis en Múnich. 